# سید علی حق‌شناس کمیاب
سیدعلی حق‌شناس کمیاب معروف به پهلوان سیدعلی (سوم اردیبهشت ۱۲۷۹ خیابان ری تهران – ۲۶ آذر ۱۳۵۲ تهران) کشتی‌گیر، صوفی، ورزش‌کار ورزش‌های باستانی ایرانی و از پهلوانان پایتخت (تهران) در دههٔ ۱۳۱۰ بود. وی را از نام‌دارترین پهلوانان ایران پس از پوریای ولی می‌دانند.

## تولد و کودکی
سیدعلی حق‌شناس در سال ۱۲۷۹ خورشیدی در خیابان ری تهران به دنیا آمد. وی فرزند آیت‌الله سید حسین میرپور طهرانی از مدرسان و روحانیون سرشناس تهران و نوهٔ آیت‌الله سید شمس الدین میرپور طهرانی است.
سیدعلی در کنار آموزش علوم نزد پدر، به توصیه وی در ۱۰ سالگی به ورزش زورخانه‌ای نزد پهلوان محمد صادق معروف به محمد صادق بلورفروش از پهلوانان به‌نام پایتخت در دوره قاجار روی آورد.

## دوران قهرمانی
پهلوان سیدعلی، در سال ۱۳۰۷ ه‍.ش) طی یک کشتی ۴۵ دقیقه‌ای در حضور مردم تهران و مقامات کشوری با غلبه بر پهلوان اکبر پاچناری به عنوان پهلوان پایتخت دست یافت.
وی در کنار حرفه قهوه‌خانه‌داری به‌طور منظم به تمرینات زورخانه و کشتی می‌پرداخت. این پهلوان با حفظ آمادگی خود توانست عنوان پهلوانی را در دوره‌های مختلف از آن خود کند. از تبحرات وی در کشتی باستانی می‌توان به اجرای سریع فن لنگ و فن رودست و در هنر زورخانه اجرای پرتاب میل و کباده کشی را اشاره کرد.
او در سال ۱۳۱۰ در شیراز، پهلوان محمد کاظم زارع پهلوان اول این شهر را شکست داد. در سال ۱۳۱۱ پس از شکست دادن جعفر خراسانی پهلوان خراسان در رقابت بر سر پهلوانی ایران، در زورخانه مرکزی مشهد به جان او سوء قصد شد که با دخالت مؤثر مرشد اسماعیل طوسی و حمایت جمعی از مردم مشهد از مهلکه جان سالم به در برد. وی در آخرین کشتی پهلوانی خود در ۳۴ سالگی پهلوان کاظم دولابی را شکست داد.
این آخرین کشتی پهلوانی در تهران بود. پس از اشغال ایران در سال ۱۳۲۰ توسط نیروهای متفقین شرایط ویژه اجتماعی و سیاسی در ایران حاکم گردید. پس از چند سال رکود کشتی پهلوانی از اواسط دهه ۱۳۳۰ کشتی سراسری برای انتخاب پهلوان اول کشور و همین‌طور پیدایش کشتی مدرن یعنی کشتی آزاد و کشتی فرنگی جای خود را به برگزاری کشتی‌های پهلوانی در پایتخت و دیگر شهرها داد.

## فعالیت‌های اجتماعی
سیدعلی حق‌شناس بنا به عرف تهران قدیم که پهلوانان سرشناس زورخانه‌دار یا قهوه‌چی می‌شدند، پس از خداحافظی از کشتی به تربیت شاگردان ورزش باستانی و کشتی پرداخت و همزمان به کسب و کار خود یعنی حرفه قهوه‌خانه‌داری در خیابان «اسمعیل بزاز» مشغول شد.
به گزارش همشهری، «چهارراه «سیدعلی» تهران در تقاطع خیابان‌های «سعدی شمالی» و «منوچهری»، به نام وی نام‌گذاری شده است.
اما دکتر سیدعلی حق‌شناس نویسنده و پژوهشگر تاریخ و نوهٔ پهلوان سیدعلی در گفتگوئی در خرداد ۱۴۰۴ این نام‌گذاری را اشتباه دانست و بیان داشت: «در رابطه با چهارراه سیدعلی و ارتباط آن با پدربزرگم تحقیقات مُوَسعی داشتم. این مسئله چند سالی طول کشید. چون تقریباً تمام جوانب حاکی از درستی نام‌گذاری این چهارراه به نام ایشان بود … شخصاً دریافتم ارتباط چهارراه سیدعلی با پدربزرگم تقریباً صفر درصد است.»

## شاگردان
از نام دارترین شاگردان پهلوان سیدعلی در کشتی زورخانه‌ای می‌توان به پهلوانان:
- رستم آقاصالح، قهرمان کشور در کشتی آزاد،
- محمود عرب، قهرمان کشور در کشتی آزاد،
- شعبان همادیان قهرمان کشور و عضو پیشین تیم ملی کشتی آزاد[۳][۶]

## ورود به سلک صوفیان
پهلوان سیدعلی از سال ۱۳۳۶ به جرگه درویشان صوفی دوازده امامی پیوست.
وی که در دهه پنجاه زندگی صوفی دوازده امامی شد، نام خانوادگی خود را از «میرپور طهرانی» که نام قدیمی خاندانش است به حق‌شناس تغییر داد که به دلیل قوانین سازمان ثبت احوال، پسوند «کمیاب» را هم به حق‌شناس اضافه کرد.

## مرگ
پهلوان سیدعلی در تاریخ ۲۶ آذر ۱۳۵۲ در ۷۳ سالگی در منزلش واقع در خیابان ری درگذشت. بنا به وصیتش وی را در شهر قم و در آرامگاه دارالسلام در نزدیکی حرم فاطمه معصومه (مکانی که مدفن پدرش در آن قرار دارد) به خاک سپردند.

## نوادگان
- فرزند: سیدرسول حق‌شناس، کشتی‌گیر.
- نوه: سیدعلی حق‌شناس، رزمی‌کار.
- نتیجه: سیدبزرگمهر حق‌شناس، کشتی‌گیر.